# Công ước châu Âu về Nhân quyền
Công ước châu Âu về Nhân quyền, tên chính thức là Công ước bảo vệ Nhân quyền và các quyền Tự do căn bản (tiếng Anh: Convention for the Protection of Human Rights and Fundamental Freedoms) là một hiệp ước quốc tế nhằm bảo vệ nhân quyền và các quyền tự do căn bản ở châu Âu. Công ước được soạn thảo năm 1950 bởi Ủy hội châu Âu mới được thành lập thời đó, Công ước này có hiệu lực từ ngày 3.9.1953. Mọi nước thành viên của Ủy hội châu Âu đều là các bên ký kết Công ước và các thành viên mới được mong đợi sẽ phê chuẩn Công ước khi có cơ hôi sớm nhất.
Công ước này lập ra Tòa án Nhân quyền châu Âu. Bất cứ ai cảm thấy nhân quyền của mình bị xâm phạm bởi các nước ký kết Công ước đều có thể đưa vụ việc ra tòa án nói trên. Các phán quyết về những vi phạm nhân quyền buộc các nước liên quan phải có nghĩa vụ thi hành. Ủy ban Bộ trưởng của Ủy hội châu Âu giám sát việc thi hành các phán quyết này, đặc biệt để đảm bảo việc thanh toán cho nguyên đơn số tiền bồi thường thiệt hại mà họ đã phải chịu, do Tòa án nhân quyền quyết định. Việc lập một tòa án để bảo vệ các cá nhân khỏi bị vi phạm nhân quyền là một đặc điểm mới cho một công ước quốc tế về nhân quyền, vì nó cho cá nhân vai trò tích cực trên trường quốc tế (theo truyền thống, chỉ các quốc gia mới được coi là chủ thể trong công pháp quốc tế). Công ước này hiện vẫn còn là thỏa ước quốc tế về nhân quyền duy nhất đưa ra việc bảo vệ cá nhân ở mức độ cao nhất như vậy. Các nước ký kết cũng có thể kiện các nước ký kết khác ra tòa án nói trên, tuy quyền này hiếm khi được dùng tới.
Công ước châu Âu về Nhân quyền có nhiều Nghị định thư. Ví dụ Nghị định thư 13 cấm án tử hình. Các nghị định thư chấp nhận khác biệt giữa các nước ký kết Công ước Nhân quyền, mặc dù có sự hiểu ngầm rằng các nước ký kết công ước cũng nên ký kết nhiều Nghị định thư nếu có thể được.

## Lịch sử

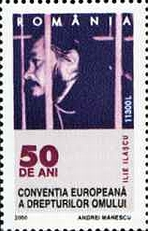
tem thư năm 2000 kỷ niệm 50 năm Công ước châu Âu về Nhân quyền

Sự phát triển của một hệ thống bảo vệ nhân quyền hoạt động trên khắp châu Âu có thể được xem như là một đáp ứng trực tiếp cho mối quan tâm kép:
Thứ nhất, trong hoàn cảnh sau Chiến tranh thế giới thứ hai,công ước, được gợi ý từ Tuyên ngôn Quốc tế Nhân quyền có thể được xem như là một phần của một đáp ứng lớn hơn của các cường quốc Đồng Minh trong việc cung cấp một chương trình nghị sự nhân quyền thông qua đó được tin là việc vi phạm nhân quyền nghiêm trọng nhất đã từng xảy ra trong Chiến tranh thế giới thứ hai (đáng chú ý nhất là Holocaust) có thể tránh được trong tương lai.
Thứ hai, Công ước này là một đáp trả cho sự lớn mạnh của chủ nghĩa Cộng sản ở Đông Âu và được tạo ra để bảo vệ các nước thành viên của Ủy hội châu Âu khỏi sự lật đổ của cộng sản. Điều này, một phần, cắt nghĩa các nhắc nhở liên tục tới các giá trị và nguyên tắc là "cần thiết trong một xã hội dân chủ" xuyên suốt Công ước, mặc dù sự kiện là các nguyên tắc như vậy không hề được định nghĩa theo bất cứ cách nào trong tự thân công ước.

Công ước này được Ủy hội châu Âu soạn thảo sau Chiến tranh thế giới thứ hai để đáp ứng với một lời kêu gọi do những người châu Âu từ mọi tầng lớp xã hội tập họp tại Hội nghị Den Haag (1948). Khi trên 100 nghị sĩ từ 12 nước thành viên của Ủy hội châu cùng tới Strasbourg trong mùa hè năm 1949 để dự cuộc họp lần đầu Hội nghị tư vấn của Ủy hội châu Âu, thì việc soạn thảo một "Hiến chương nhân quyền" và lập ra một tòa án để thực thi nó là điểm cao trong chương trình nghị sự của họ. Nghị sĩ kiêm luật sư David Maxwell-Fyfe của Anh, chủ tịch Ủy ban quản trị và pháp lý của Hội nghị đã hướng dẫn việc soạn thảo Công ước này. Là một công tố viên ở Tòa án Nürnberg, ông đã đích thân thấy là công pháp quốc tế phải được áp dụng cách hiệu quả ra sao. Với sự giúp đỡ của ông, cựu bộ trưởng Pháp và cũng là người kháng chiến Pierre-Henri Teitgen đã đệ trình một báo cáo cho Hội nghị, đề xuất một danh sách các quyền được bảo vệ, lựa chọn một số từ Tuyên ngôn Quốc tế Nhân quyền mới được chấp thuận tại Đại hội đồng Liên Hợp Quốc ở New York, và xác định bộ máy tư pháp cưỡng chế có thể hoạt động như thế nào. Sau cuộc tranh luận rộng rãi, Hội nghị đã gửi đề nghị chung cuộc của mình tới Ủy ban bộ trưởng của Ủy hội châu Âu, nơi đã triệu tập một nhóm chuyên gia để tự soạn thảo Công ước.
Công ước được thiết kế để đưa cách tiếp cận các quyền tự do dân sự truyền thống vào nhằm đảm bảo "nền dân chủ chính trị hiệu quả", từ những truyền thống mạnh nhất ở Vương quốc Anh, Pháp và các nước thành viên khác của Ủy hội châu Âu non trẻ. Công ước được đưa ra ký kết ngày 4.11.1950 ở Roma. Nó được phê chuẩn và có hiệu lực từ ngày 3.9.1953. Công ước được giám sát bởi Tòa án Nhân quyền châu Âu ở Strasbourg và Ủy hội châu Âu. Cho đến gần đây, Công ước cũng được giám sát bởi một Ủy ban Nhân quyền châu Âu.

## Việc soạn thảo
Công ước được soạn thảo bằng các thuật ngữ chung chung, tương tự (mặc dù hiện đại hơn) cách thức của Tuyên ngôn nhân quyền Anh, Tuyên ngôn nhân quyền Hoa Kỳ, Tuyên ngôn Nhân quyền và Dân quyền của Pháp hoặc phần đầu của luật căn bản của Đức. Các trình bày về nguyên tắc – nhìn từ một quan điểm pháp lý - là không hạn định, và đòi sự giải thích rộng rãi bởi các tòa án để đưa ra ý nghĩa trong các tình huống thực tế cụ thể.

## Các điều khoản
Được tu chính bởi nghị định thư 11, Công ước gồm 3 phần. Các quyền và quyền tự do chính được nêu trong Mục I, trong đó bao gồm các điều từ 2 tới 18. Mục II (Điều 19-51) thiết lập Tòa án Nhân quyền châu Âu và các quy tắc hoạt động của nó. Phần III có quy định kết thúc khác nhau.
Trước khi Nghị định thư 11 có hiệu lực, Mục II (Điều 19) lập ra Ủy ban Nhân quyền châu Âu và Tòa án Nhân quyền châu Âu. Các mục III (Các điều 20 tới 37) và mục IV (Các điều 38 tới 59) bao gồm bộ máy cấp cao cho hoạt động của Ủy ban Nhân quyền và Toà án. Còn Mục V có các quy định khác kết thúc khác nhau.
Rất nhiều điều khoản trong mục I được cấu trúc thành hai đoạn: đoạn đầu đưa ra một quyền cơ bản hoặc quyền tự do (chẳng hạn như Điều 2 (1) - quyền được sống), nhưng đoạn hai gồm các loại trừ, trường hợp ngoại lệ khác nhau hoặc các hạn chế về quyền cơ bản (chẳng hạn Điều 2 (2) – trong đó loại trừ một số việc sử dụng sức mạnh dẫn đến cái chết).

### Điều 1 – tôn trọng các quyền
Điều 1 chỉ đơn giản buộc các bên ký kết phải bảo đảm các quyền quy định trong các điều khoản khác của Công ước trong "thẩm quyền pháp lý" của mình. Trong những trường hợp đặc biệt, thẩm quyền pháp lý có thể không chỉ giới hạn ở một lãnh thổ quốc gia của riêng nước ký kết, mà bổn phận phải bảo đảm các quyền ghi trong Công ước cũng mở rộng ra lãnh thổ nước ngoài, chẳng hạn như đất đai chiếm đóng, trong đó Nhà nước thi hành việc kiểm soát cách hiệu quả.

### Điều 2 - cuộc sống
Điều 2 bảo vệ quyền sống của mọi người. Đoạn đầu của điều khoản 2 có một ngoại lệ cho các việc xử tử hợp pháp; trong khi đoạn sau của điều khoản này quy định rằng cái chết gây ra do tự bảo vệ hay bảo vệ người khác, do việc bắt giữ một kẻ tình nghi hoặc kẻ trốn tránh, hoặc đàn áp các cuộc bạo loạn hay nổi loạn – thì không vi phạm điều khoản này, khi sử dụng vũ lực "không vượt quá mức tuyệt đối cần thiết".
Quyền này cũng không vi phạm Điều 15 của Công ước trong thời bình. Việc miễn trừ đối với các vụ xử tử hợp pháp tiếp tục bị hạn chế bởi các Nghị định thư 6 và 13 (xem bên dưới), đối với các bên cũng ký kết các Nghị định thư này.
Tòa án Nhân quyền châu Âu đã chưa hề phán quyết về quyền sống cho đến năm 1995, khi trong vụ McCann kiện Vương quốc Anh . Tòa đã phán quyết rằng trường hợp ngoại lệ ghi trong đoạn thứ hai của Điều 2 không bao gồm các tình huống được phép giết người, nhưng là các tình huống trong đó được phép sử dụng vũ lực có thể dẫn đến việc tước đoạt sự sống..
Tòa án Nhân quyền đã phán quyết là các nước ký kết Công ước có 3 bổn phận chính theo điều 2:
1. bổn phận kìm lại việc giết người bất hợp pháp,
2. bổn phận điều tra những cái chết đáng nghi và,
3. trong một số trường hợp, có bổn phận tích cực phòng chống việc thiệt hại sinh mạng có thể dự đoán được.[9]

### Điều 3 – Tra tấn
Điều 3 cấm tra tấn, và "trừng phạt hoặc đối xử vô nhân đạo hoặc làm mất phẩm giá". Không có các ngoại lệ và hạn chế về quyền này. Quy định này thường được áp dụng - ngoài việc tra tấn – cho các trường hợp bạo lực nghiêm trọng của cảnh sát và các điều kiện tồi tệ ở nơi giam giữ.
Tòa án Nhân quyền đã nhấn mạnh tính chất cơ bản của Điều 3 khi cho rằng việc cấm đoán được quy định bằng "các lời lẽ tuyệt đối... bất kể hạnh kiểm của nạn nhân".". Tòa án cũng cho rằng các quốc gia không thể trục xuất hoặc dẫn độ các cá nhân có thể là đối tượng bị tra tấn, trừng phạt hoặc đối xử vô nhân đạo hay làm mất phẩm giá ở nước nhận họ..
Ban đầu Tòa án đã có quan niệm hạn chế về thế nào là tra tấn, thường coi rằng các nước đã áp đặt việc đối xử vô nhân đạo, làm mất phẩm giá. Do đó, tòa án cho rằng các cách thức như không cho nạn nhân ngủ, bắt phải nghe tiếng ồn cường độ cao và bắt họ phải đứng sát vào một bức tường tay chân dang ra trong thời gian dài, không phải là tra tấn. Trên thực tế, tòa án chỉ xét thấy một nước đã phạm tội tra tấn năm 1996 trong vụ một người tù bị treo 2 cánh tay lên trong khi 2 cổ tay bị trói quặt sau lưng.. Từ đó Tòa án đã tỏ ra rộng rãi hơn trong việc coi các nước là phạm tội tra tấn và thậm chí còn phán quyết rằng vì Công ước này là một "công cụ sống", nên việc đối xử mà trước đó đã mô tả như là vô nhân đạo hoặc làm mất phẩm giá thì trong tương lai có thể bị coi là tra tấn.

### Điều 4 - Nô lệ
Điều 4 cấm chiếm hữu nô lệ, bắt lệ thuộc và lao động cưỡng bách, nhưng ngoại trừ việc lao động: 
- được làm như một phần bình thường của án phạt tù,
- ở dạng nghĩa vụ quân sự bắt buộc hay việc làm như là một thay thế bởi do những người chống đối nghĩa vụ quân sự vì lương tâm
- đòi phải làm trong tình trạng khẩn cấp, và
- được coi như một phần "nghĩa vụ dân sự" bình thường của một người

### Điều 5 - Tự do và an toàn
Điều 5 quy định rằng mọi người đều có quyền tự do và an toàn cá nhân. Tự do và an toàn cá nhân được coi như một "ý niệm kép" – Tòa án đã giải thích rằng: tự do và an toàn cá nhân không thể tách biệt nhau.
Điều 5 đưa ra quyền tự do, đối tượng chỉ bị bắt giữ hay giam cầm hợp pháp trong một số hoàn cảnh nhất định khác, chẳng hạn như bắt giữ vì nghi ngờ phạm tội hay giam cầm để thi hành một bản án. Điều khoản này cũng đưa ra quyền được thông báo bằng một ngôn ngữ mà người đó hiểu được về những lý do của việc bắt giữ và mọi cáo buộc chống lại họ; quyền nhanh chóng tiếp cận các thủ tục tư pháp để xác định tính hợp pháp của vụ bắt giữ hoặc giam cầm và xét xử trong một thời gian hợp lý hoặc thả ra trong khi chờ xét xử; cùng quyền được bồi thường trong trường hợp việc bắt giữ hoặc giam cầm là vi phạm điều khoản này.
- xem vụSteel kiện Vương quốc Anh (1998) 28 EHRR 603

### Điều 6 – Xét xử công bằng
Điều 6 đưa ra quyền được xét xử công bằng cách chi tiết, trong đó có quyền được xét xử công khai trước một tòa án độc lập và không thiên vị trong thời gian hợp lý, quyền được coi là vô tội khi chưa có phán quyết của tòa án, và các quyền tối thiểu khác đối với những người bị cáo buộc một tội hình sự (đủ thời gian và các điều kiện để chuẩn bị việc biện hộ bảo vệ họ, tiếp cận với đại diện pháp luật, quyền thẩm vấn các nhân chứng chống lại họ, quyền được có thông dịch viên miễn phí).
Đa số các vi phạm Công ước mà nay Tòa án Nhân quyền tìm thấy là sự chậm trễ xét xử quá mức, vi phạm các yêu cầu về "thời gian hợp lý", trong thủ tục tố tụng dân sự và hình sự trước các tòa án quốc gia, phần lớn ở Ý và Pháp. Theo đòi hỏi một "tòa án độc lập", Tòa án Nhân quyền châu Âu đã phán quyết rằng các thẩm phán quân sự tại tòa án an ninh quốc gia Thổ Nhĩ Kỳ không phù hợp với Điều 6. Để phù hợp với Điều khoản này, ngày nay Thổ Nhĩ Kỳ đã thông qua một đạo luật bãi bỏ các tòa án này.
Các vi phạm đáng kể khác liên quan đến "điều khoản đối chất" của Điều 6 (tức là quyền thẩm vấn các nhân chứng hoặc để họ đối chất). Về mặt này, các vấn đề về sự phù hợp với Điều 6 có thể phát sinh khi luật pháp quốc gia cho phép sử dụng trong các bằng chứng về các lời khai của nhân chứng vắng mặt, nhân chứng vô danh và dễ bị lung lạc.

### Điều 7 - hiệu lực hồi tố
Cấm chuyển thành án hình sự có hiệu lực hồi tố các hành động và những việc bỏ sót. Không ai có thể bị phạt về một hành động không bị coi là tội hình sự vào thời điểm vi phạm. Điều khoản này nói rõ rằng một tội hình sự là tội mà luật quốc gia hoặc luật quốc tế, cho phép một bên ký kết truy tố người nào về một tội không phải là bất hợp pháp theo luật quốc gia sở tại vào thời điểm đó, miễn là công pháp quốc tế có cấm. Điều khoản này cũng cấm áp đặt hình phạt quá nặng hơn hình phạt được áp dụng vào thời điểm phạm tội.
Điều 7 đưa nguyên tắc pháp lý Nullum crimen, nulla poena sine praevia lege poenali vào trong Công ước.

### Điều 8 - sự riêng tư
Điều 8 quy định mọi người có quyền được tôn trọng "cuộc sống riêng tư, gia đình, nhà cửa và "sự riêng tư của thư" của mình, tùy theo một số hạn chế "phù hợp với pháp luật"và "cần thiết trong một xã hội dân chủ". Điều khoản này rõ ràng đưa ra một quyền không bị khám xét bất hợp pháp, nhưng Tòa án đã đưa ra việc bảo vệ "cuộc sống riêng tư và gia đình", mà điều khoản này đưa ra việc giải thích rộng rãi, chẳng hạn như việc cấm các hành vi đồng tính luyến ái riêng tư có ưng thuận là vi phạm điều khoản này. Điều này có thể được so sánh với lý thuyết luật học của Tòa án tối cao Hoa Kỳ, nơi cũng đã chấp thuận một giải thích hơi rộng về quyền riêng tư. Hơn nữa, điều 8 đôi khi cũng bao gồm các bổn phận tích cực: trong khi mà nhân quyền cổ điển được diễn đạt như việc cấm một nhà nước không được can thiệp vào các quyền, và do đó không làm điều gì (ví dụ, không chia cách gia đình dưới sự bảo vệ cuộc sống gia đình), việc được hưởng thực sự các quyền như vậy cũng có thể bao hàm việc nhà nước phải tích cực, và làm việc gì đó (ví dụ buộc (ai) phải cho người cha ly dị được quyền gặp con mình.

### Điều 9 – lương tâm và tôn giáo
Điều 9 quy định quyền tự do tư tưởng, tự do lương tâm và tự do tôn giáo. Điều này bao gồm việc tự do thay đổi tôn giáo hay tín ngưỡng, và để biểu lộ một tôn giáo hay tín ngưỡng thờ phượng, giảng dạy, thực hành và chấp hành, tùy theo một số hạn chế "phù hợp với pháp luật" và "cần thiết trong một xã hội dân chủ"

### Điều 10 – ngôn luận
Điều 10 quy định quyền tự do ngôn luận, tùy theo một số hạn chế "phù hợp với luật pháp" và "cần thiết trong một xã hội dân chủ". Quyền này bao gồm sự tự do giữ ý kiến, và để nhận cùng truyền đạt thông tin và ý tưởng.

### Điều 11 - lập hội
Điều 11 bảo vệ quyền tự do lập hội lập hội họp, trong đó dó quyền lập công đoàn, tùy theo một số hạn chế "phù hợp với pháp luật" và "cần thiết trong một xã hội dân chủ".

### Điều 12 - kết hôn
Điều 12 quy định quyền cho các phụ nữ và người nam ở tuổi có thể kết hôn được kết hôn và lập gia đình.
Mặc dù có nhiều lời mời, cho đến nay Tòa án Nhân quyền đã khước từ việc áp dụng sự bảo vệ của điều khoản này cho hôn nhân đồng giới. Tòa án đã bảo vệ việc khước từ này với lý do là điều khoản này nhằm chỉ áp dụng cho các cuộc hôn nhân khác giới tính, và rằng một giới hạn rộng của sự nhận xét phải được đưa ra cho các bên trong lãnh vực này..
Trong vụ Goodwin kiện Vương quốc Anh Tòa án đã phán quyết rằng một luật, trong đó vẫn xếp các người sau khi phẫu thuật chuyển đổi giới tính vào loại giới tính cũ trước khi phẫu thuật, thì vi phạm điều 12, vì nó cho rằng các người đã chuyển đổi giới tính không thể kết hôn với những cá nhân thuộc giới tính đối lập sau khi phẫu thuật. Phán quyết này ngược với phán quyết trước đây trong vụ Rees kiện Vuong Quốc Anh. Tuy nhiên, nó cũng không thay đổi quan niệm của Tòa án là điều 12 chỉ bảo vệ các cặp vợ chồng khác giới tính.

### Điều 13 - biện pháp sửa chữa hữu hiệu
Điều 13 đưa ra quyền có biện pháp sửa chữa hữu hiệu trước các giới chức chính quyền quốc gia về những vi phạm các quyền theo Công ước này. Việc không có khả năng đạt được biện pháp sửa chữa trước một tòa án quốc gia về việc vi phạm một quyền theo Công ước như vậy là một sự vi phạm Công ước riêng rẽ, có thể kiện
.

### Điều 14 – phân biệt đối xử
Điều 14 gồm việc cấm phân biệt đối xử. Việc cấm này là rộng rãi trong một số cách, và thu hẹp trong những cách khác. Nó rộng ở chỗ nó cấm phân biệt đối xử theo một số lượng tiềm tàng không giới hạn các nguyên nhân. Trong khi điều khoản này đặc biệt nghiêm cấm phân biệt đối xử dựa trên "giới tính, chủng tộc, màu da, ngôn ngữ, tôn giáo, quan điểm chính trị hoặc ý kiến khác, nguồn gốc quốc gia hay xã hội, gắn với một thiểu số quốc gia, nơi sinh, hay thân phận khác", mục cuối cùng trong số này (tức thân phận khác) cho phép các tòa án mở rộng việc bảo vệ của điều 14 sang các nguyên nhân khác không nêu cụ thể như đã được thực hiện liên quan đến phân biệt đối xử dựa trên khuynh hướng tình dục của một người.
Đồng thời việc bảo vệ của điều khoản này được giới hạn, trong đó chỉ cấm phân biệt đối xử đối với các quyền theo Công ước. Do đó, người nộp đơn phải thử kiện việc phân biệt đối xử trong một quyền cụ thể được đảm bảo ở điều khoản khác trong Công ước (ví dụ như phân biệt đối xử dựa trên giới tính - Điều 14 - hay quyền tự do phát biểu - Điều 10).
Nghị định thư 12 mở rộng lệnh cấm này để bao gồm cả phân biệt đối xử trong bất cứ quyền hợp pháp nào, ngay cả khi có quyền hợp pháp đó không được bảo vệ theo Công ước, miễn là nó được quy định trong luật pháp quốc gia.

### Điều 15 - miễn thi hành
Điều 15 cho phép các quốc gia ký kết Công ước miễn thi hành một số quyền được đảm bảo bởi Công ước trong thời gian "chiến tranh hoặc tình trạng khẩn cấp công cộng khác đe dọa cuộc sống của dân tộc". Các miễn trừ được phép theo Điều 15 phải đáp ứng ba điều kiện quan trọng:
1. phải là tình trạng khẩn cấp công cộng đe dọa cuộc sống dân tộc
2. mọi biện pháp để đáp ứng (tình hình) phải do "đòi hỏi nghiêm ngặt của các nhu cầu cấp bách của tình hình", và
3. những biện pháp để đáp ứng với tình hình, phải phù hợp với một nghĩa vụ khác của quốc gia theo luật quốc tế

Ngoài các đòi hỏi quan trọng trên đây, việc miễn thi hành một số quyền phải hợp thủ tục. Phải có một số thông báo chính thức về việc miễn thi hành và thời hạn miễn thi hành, mọi biện pháp (đáp ứng tình hình) được chấp thuận, và khi chấm dứt việc miễn thi hành (nói trên) phải được thông báo cho Tổng thư ký của Ủy hội châu Âu.
Tòa án Nhân quyền hoàn toàn dễ dãi trong chấp nhận việc miễn thi hành Công ước của một nước, nhưng áp dụng việc xem xét ở mức cao khi quyết định xem biện pháp mà một nước sử dụng trong việc miễn thi hành Công ước – theo điều 15 – có đúng là do "đòi hỏi nghiêm ngặt của các nhu cầu cấp bách của tình hình" hay không. Vì vậy, trong vụ A kiện Vương quốc Anh, Tòa án bác bỏ một luận cứ cho rằng vụ miễn thi hành Công ước do chính phủ Anh ấn định để đáp lại sự kiện 11 tháng 9 là không hợp lệ, nhưng đã xem xét tiếp và thấy là các biện pháp do Vương quốc Anh áp dụng trong vụ miễn thi hành Công ước này là không cân xứng.
Để cho việc miễn thi hành Công ước tự nó là hợp lệ, thì tình trạng khẩn cấp dẫn tới việc miễn trừ này phải là:
- có thật hoặc sắp xảy ra, mặc dù các nhà nước không phải chờ tai họa xảy ra trước khi dùng các biện pháp phòng ngừa,[17]
- liên quan tới của cả dân tộc, mặc dù điều này không loại trừ các trường hợp khẩn cấp được giới hạn trong các khu vực,[18]
- đe dọa sự tồn tại cuộc sống có tổ chức của cộng đồng,[19]
- đặc biệt như các biện pháp và sự hạn chế được Công ước cho phép là "rõ ràng không đủ" để đối phó với tình trạng khẩn cấp.[19]

### Điều 16 - ngoại kiều
Điều 16 cho phép các nước hạn chế các hoạt động chính trị của các người nước ngoài. Tòa án đã phán quyết rằng các nước thành viên Liên minh châu Âu không thể coi các công dân của các nước thành viên khác là những ngoại kiều.

### Điều 17 - lạm dụng quyền
Điều 17 quy định là không ai được sử dụng các quyền được đảm bảo bởi Công ước này để tìm kiếm việc bãi bỏ hoặc hạn chế các quyền được bảo đảm trong Công ước. Điều này nói về các trường hợp cá biệt mà các nước tìm cách hạn chế một quyền con người nhân danh một quyền con người khác, hoặc nơi mà các cá nhân dựa vào một quyền con người để làm suy yếu một quyền con người khác (ví dụ nơi mà một cá nhân đưa ra sự đe dọa giết người).

### Điều 18 – các hạn chế được cho phép
Điều 18 quy định rằng mọi hạn chế các quyền quy định trong Công ước chỉ có thể được sử dụng cho mục đích mà chúng được quy định. Ví dụ, Điều 5, đảm bảo quyền tự do cá nhân, có thể bị hạn chế cách dứt khoát nhằm đưa một kẻ tình nghi ra trước một thẩm phán. Để sử dụng việc tạm giam trước khi xét xử như một phương tiện hăm dọa một người dưới một cớ sai trái, do đó là một hạn chế quyền (tự do) mà không phục vụ một mục đích được quy định rõ ràng (sẽ được đưa ra trước một thẩm phán), và do đó trái với Điều 18.

## Các nghị định thư của Công ước
Tới tháng 1 năm 2010, đã có 15 Nghị định thư bổ sung vào Công ước được mở ngỏ cho các bên ký kết. Các nghị định thư này có thể chia thành 2 nhóm chính: các nghị định thư thay đổi bộ máy của công ước, và những nghị định thư thêm vào các quyền bổ sung cho những gì được công ước bảo vệ. Nhóm nghị định thư cũ đòi phải được mọi nước thành viên phê chuẩn mới có hiệu lực, trong khi nhóm sau là những Nghị định thư tùy chọn, chỉ có hiệu lực giữa các nước thành viên phê chuẩn (thường là sau khi một số nhỏ của các quốc gia phê chuẩn là bắt đầu có hiệu lực).

### Nghị định thư 1
Nghị định thư này có ba loại quyền khác nhau nhưng các nước ký ban đầu không thể đồng ý đưa vào trong nội dung Công ước. Monaco và Thụy Sĩ đã ký kết nhưng chưa bao giờ phê chuẩn Nghị định thư 1.

#### Điều 1 - quyền sở hữu
Điều 1 quy định quyền sở hữu tức quyền bình an hưởng các tài sản của mình.

#### Điều 2 – giáo dục
Điều 2 cho quyền được hưởng sự giáo dục và quyền của cha mẹ có các con được giáo dục phù hợp với tôn giáo và các quan điểm khác của chúng. Tuy nhiên không có sự bảo đảm ở trình độ giáo dục đặc biệt nào của bất cứ chất lượng đặc biệt nào.
Mặc dù được ghi trong Nghị định thư như một quyền tiêu cực, trong vụ Leyla Şahin kiện. Thổ Nhĩ Kỳ Tòa án đã phán quyết rằng:
"Thật khó hình dung rằng các cơ sở giáo dục cấp cao tồn tại trong một thời điểm nào đó mà không đưa vào trong câu đầu tiên của Điều 2 của Nghị định thư số 1. Mặc dù điều khoản này không áp đặt nhiệm vụ cho các nước ký kết phải lập ra các cơ sở giáo dục cấp cao, nhưng bất kỳ nước nào đã lập các cơ sở như vậy thì phải có nghĩa vụ cho quyền thực sự theo học các cơ sở này. Trong một xã hội dân chủ, quyền được giáo dục, là không thể thiếu để thăng tiến nhân quyền, đóng vai trò cơ bản như vậy thì sự giải thích hạn chế của câu đầu tiên Điều 2 của Nghị định thư số 1 sẽ không phù hợp với mục tiêu hay mục đích của điều khoản đó"

#### Điều 3 - bầu cử
Điều 3 quy định về các quyền bầu cử thông thường, tự do và công bằng.
- xem vụ Matthews kiện Vương quốc Anh (1999) 28 EHRR 361

### Nghị định thư 4 - giam tù công dân, tự do đi lại, trục xuất
Điều 1 cấm việc bắt giam những người vi phạm hợp đồng. Điều 2 quy định quyền tự do di chuyển trong một nước (từng được coi là hợp pháp ở đây) và cho một quyền rời khỏi bất cứ nước nào. Điều 3 cấm việc trục xuất các công dân và quy định quyền cho một cá nhân được vào nước là tổ quốc của mình. Điều 4 cấm việc trục xuất tập thể những người nước ngoài. Tây Ban Nha, Thổ Nhĩ Kỳ và Vương quốc Anh đã ký nhưng chưa bao giờ phê chuẩn Nghị định thư 4. Andorra, Hy Lạp và Thụy Sĩ chưa hề ký cũng như phê chuẩn Nghị định thư này.

### Nghị định thư 6 - hạn chế án tử hình
Đòi các nước ký kết phải hạn chế việc áp dụng án tử hình vào thời chiến hoặc "đe dọa chiến tranh sắp xảy ra".
Mọi nước thành viên của Ủy hội châu Âu đề đã ký và phê chuẩn Nghị định thư 6, ngoại trừ Nga đã ký nhưng chưa phê chuẩn.

### Nghị định thư 7 - tội phạm và gia đình
- Điều 1 cho quyền hưởng các thủ tục công bằng đối với những người nước ngoài cư trú hợp pháp phải đối mặt với trục xuất.
- Điều 2 cho quyền kháng án trong các vụ án hình sự.
- Điều 3 cho quyền hưởng bồi thường đối với các nạn nhân bị xử án oan.
- Điều 4 cấm việc xét xử lại bất cứ ai cuối cùng đã được tuyên bố là trắng án hoặc bị kết án về một tội đặc biệt (double jeopardy[25]).
- Điều 5 quy định quyền bình đẳng giữa vợ chồng.

Mặc dù đã ký Nghị định thư này từ hơn 20 năm trước, nhưng các nước Bỉ, Đức, Hà Lan, Tây Ban Nha và Thổ Nhĩ Kỳ chưa hề phê chuẩn. Vương quốc Anh chưa hề ký và phê chuẩn Nghị định thư này.

### Nghị định thư 12 – phân biệt đối xử
Áp dụng các lý do mở rộng hiện hành và không xác định của việc phân biệt đối xử bị cấm tại Điều 14 vào việc thực hiện bất kỳ quyền hợp pháp nào và vào các hành động (bao gồm cả các nghĩa vụ) của cơ quan công quyền.
Nghị định thư này có hiệu lực từ ngày 1.4.2005 và tính tới tháng 7 năm 2009 đã có 17 nước thành viên phê chuẩn. Nhiều nước thành viên — cụ thể là Bulgaria, Đan Mạch, Pháp, Litva, Malta, Monaco, Ba Lan, Thụy Điển, Thụy Sĩ và Vương quốc Anh — đã chưa ký kết nghị định thư này.
Chính phủ Anh đã không chịu ký Nghị định thư 12 do họ cho rằng lời lẽ của Nghị định thư này quá rộng, sẽ dẫn tới nhiều vụ tranh chấp mới. Họ cho rằng câu "các quyền do luật đưa ra" có thể bao gồm các công ước quốc tế mà Anh không ký... Tuy nhiên, chính phủ Anh "đồng ý trên nguyên tắc là Công ước châu Âu về Nhân quyền phải có một quy định chống phân biệt đối xử đứng riêng rẽ, không phụ thuộc vào các quyền khác trong Công ước". The first judgment finding a violation of Protocol No. 12 was delivered in 2009 — Sejdić và Finci kiện Bosna và Hercegovina.

### Nghị định thư 13 – hoàn toàn bãi bỏ án tử hình
Nghị định thư 13 quy định việc bãi bỏ hoàn toàn án tử hình

### Các nghị định thư về thể chế và thủ tục
Các quy định của Công ước ảnh hưởng đến các vấn đề thể chế và thủ tục đã được thay đổi nhiều lần. Những tu chính này - ngoại trừ Nghị định thư 2 –đã sửa đổi văn bản của Công ước. Nghị định thư 2 không sửa đổi văn bản của Công ước như vậy, nhưng quy định rằng nó phải được coi như một phần không tách rời của văn bản. Tất cả các nghị định thư này có cần sự nhất trí phê chuẩn của mọi quốc gia thành viên của Ủy hội châu Âu mới có hiệu lực.
Nghị định thư 11
Các nghị định thư 2, 3, 5, 8, 9 và 10 nay đã được thay thế bởi Nghị định thư 11, có hiệu lực từ ngày 1.11.1998. Nghị định thư này thiết lập một sự thay đổi cơ bản trong bộ máy của Công ước. Nó bãi bỏ Ủy ban Nhân quyền châu Âu, cho phép các cá nhân nộp đơn trực tiếp lên Tòa án Nhân quyền châu Âu, nơi đã được trao thẩm quyền tài phán có tính bắt buộc và thay đổi cấu trúc của công ước. Trước đây các nước thành viên có thể phê chuẩn Công ước mà không chấp nhận quyền tài phán của Tòa án Nhân quyền. Nghị định thư này cũng bãi bỏ các chức năng tư pháp của Ủy ban Bộ trưởng.
Nghị định thư 14
Nghị định thư 14 nối tiếp Nghị định thư 11 đề xuất tiếp tục nâng cao hiệu quả của Toà án. Nó tìm cách "lọc" ra các vụ kiện có ít cơ hội thành công cùng những vụ rất tương tự như các vụ kiện trước đây chống lại cùng một quốc gia thành viên. Ngoài ra, một vụ kiện sẽ không được coi là có thể chấp nhận khi mà nguyên đơn không bị một «thiệt hại đáng kể». Lý do chót này chỉ được sử dụng khi xem xét đơn dựa trên lý lẽ không được coi là cần thiết và mục tiêu của đơn xin đã được một tòa án quốc gia xem xét rồi.
Một cơ chế mới đã được Nghị định thư 14 bổ sung để hỗ trợ việc thi hành án do Ủy ban bộ trưởng. Ủy ban bộ trưởng có thể yêu cầu Tòa án cho một giải thích bản án, và thậm chí có thể đưa một nước thành viên ra trước Tòa án vì việc không tuân thủ một phán quyết trước đó chống lại nhà nước đó. Nghị định thư 14 cũng cho phép Liên minh châu Âu gia nhập Công ước. Nghị định thư này đã được mọi nước thnàh viên Ủy hội châu Âu phê chuẩn, Nga là nước phê chuẩn cuối cùng vào tháng 2 năm 2010. Nghị định thư này có hiệu lực từ ngày 01.6.2010.
Một Nghị định thư 14bis lâm thời đã được đưa ra cho các bên ký kết trong năm 2009. Trong khi chờ phê chuẩn bản than Nghị định thư 14, thì Nghị định thư 14bis được thảo ra để cho phép Tòa án (Nhân quyền) thi hành các thủ tục đã sửa đổi đối với các nước đã phê chuẩn Nghị định thư này. Nó cho phép chỉ một thẩm phán duy nhất có quyền bác các đơn kiện rõ ràng là không thể chấp nhận được chống lại các nước đã phê chuẩn nghị định thư. Nó cũng mở rộng thẩm quyền của các phòng 3 thẩm phán được tuyên bố các đơn kiện chống lại các nước thành viên là có thể chấp nhận, và quyết định theo lý lẽ phải trái, như tiền lệ của Tòa án đã có từ trước. Nay mọi nước thành viên Ủy hội châu Âu đều đã phê chuẩn Nghị định thư 14 và đi vào hiệu lực từ ngày 01.6.2010, thì Nghị định thư 14bis không còn lý do tồn tại nữa.